# عثمان آل حميد
الفريق عثمان بن محمد العثمان آل حميد (ق. 1923 – 1 أبريل 2004م) عسكري وضابط سعودي؛ يعود تاريخ خدمته إلى أربعينيات القرن الماضي. كان قائدا لفوج الحرس الملكي ثم أصبح رئيساً لهيئة الأركان العامة حتى تقاعده من الخدمة العسكرية مطلع عام 1980 وتعيينه مساعداً لوزير الدفاع والطيران والمفتش العام، للشؤون العسكرية.